# 2013 JS65
2013 JS65, também escrito como 2013 JS65, é um objeto transnetuniano que está localizado no Cinturão de Kuiper, uma região do Sistema Solar. Ele possui uma magnitude absoluta de 8,4 e tem um diâmetro estimado de 92 km.

## Descoberta
2013 JS65 foi descoberto no dia 8 de maio de 2013 pelo Outer Solar System Origins Survey.

## Órbita
A órbita de 2013 JS65 tem uma excentricidade de 0,026 e possui um semieixo maior de 40,707 UA. O seu periélio leva o mesmo a uma distância de 39,662 UA em relação ao Sol e seu afélio a 41,751 UA.